# Hold on (Chris de Burgh)
Hold on is de debuutsingle van Chris de Burgh. Zowel A-kant als B-kant zijn afkomstig van zijn debuutalbum Far beyond these castle walls. De Burgh werd door platenlabel A&M Records neergezet als nieuw Iers minstreel, maar dan wel één die zelf bewoner was van een kasteel. Als muziekproducent en geluidstechnicus trad op Robin Geoffrey Cable, die net in dezelfde hoedanigheid had meegewerkt aan Queen II.
Hold on gaat over twee geliefden, die dat nog niet van elkaar weten. Sin city gaat over de verlokkingen van de "grote stad" ten opzichte van het veilige platteland.
Het plaatje ging aan alle hitparades voorbij. Zijn eerste hit kwam in december 1976, alleen in Ierland.